# Nieboczowy

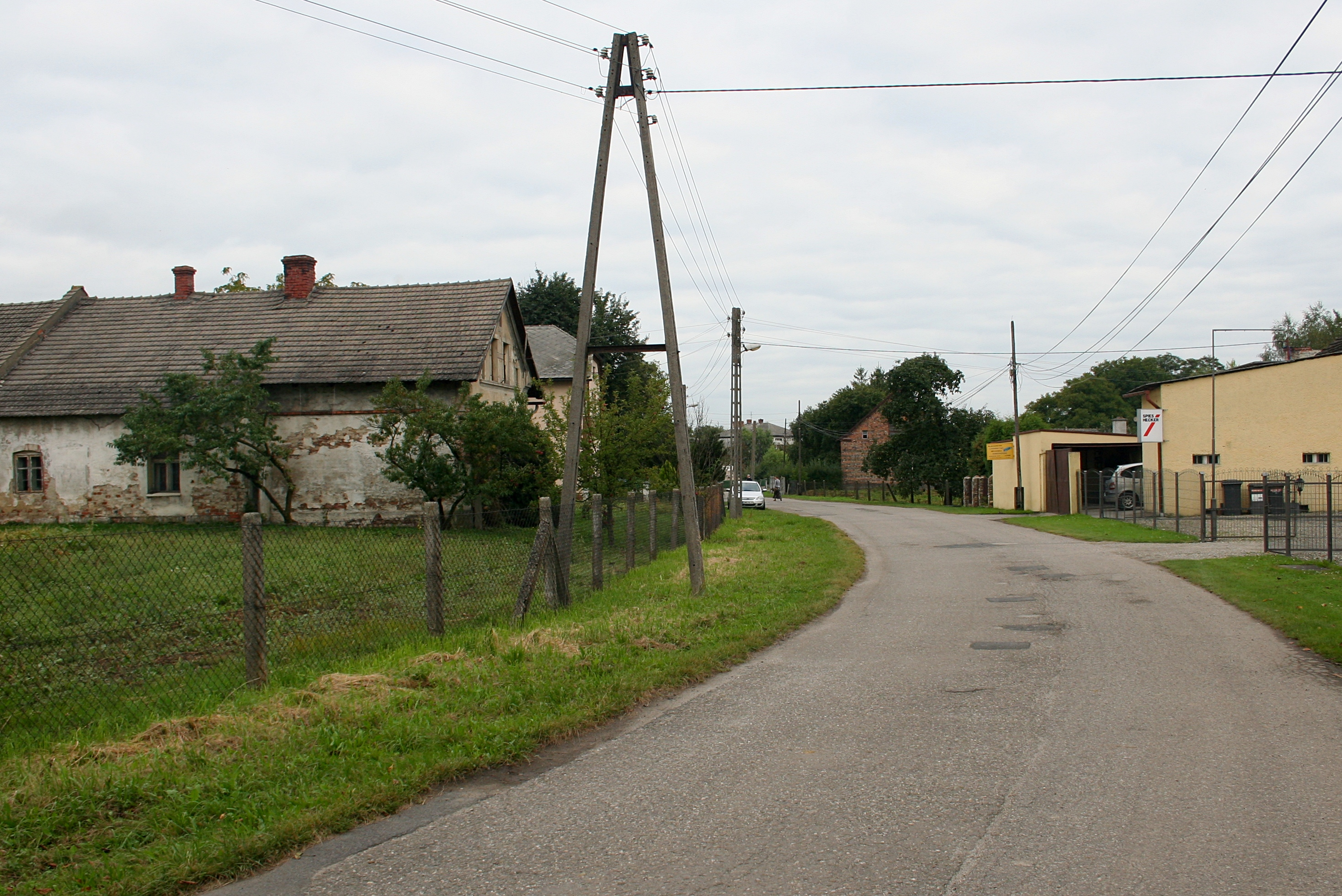
Ulica Rzeczna w starych Nieboczowach (2011)

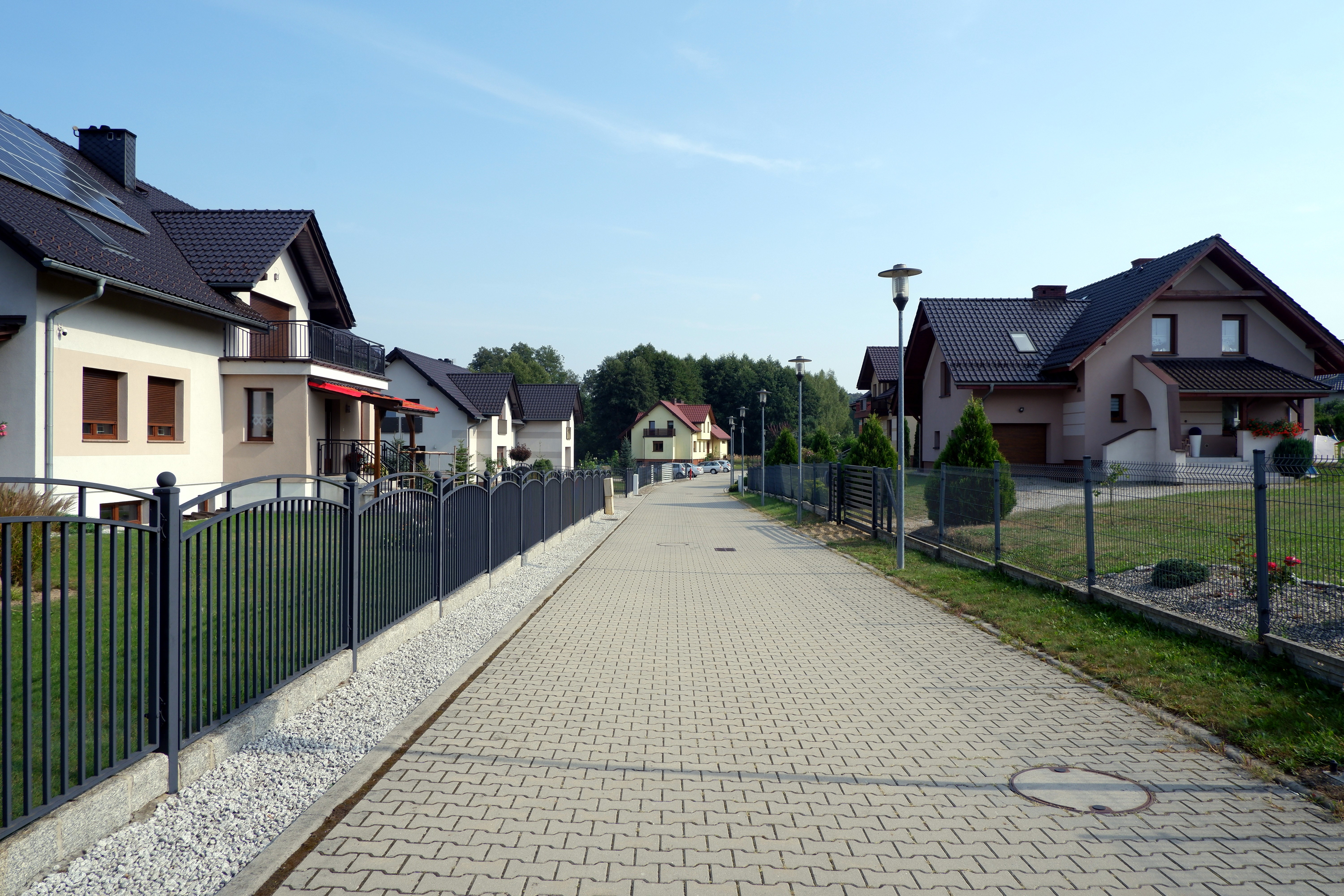
Ulica Rzeczna w nowych Nieboczowach (2024)

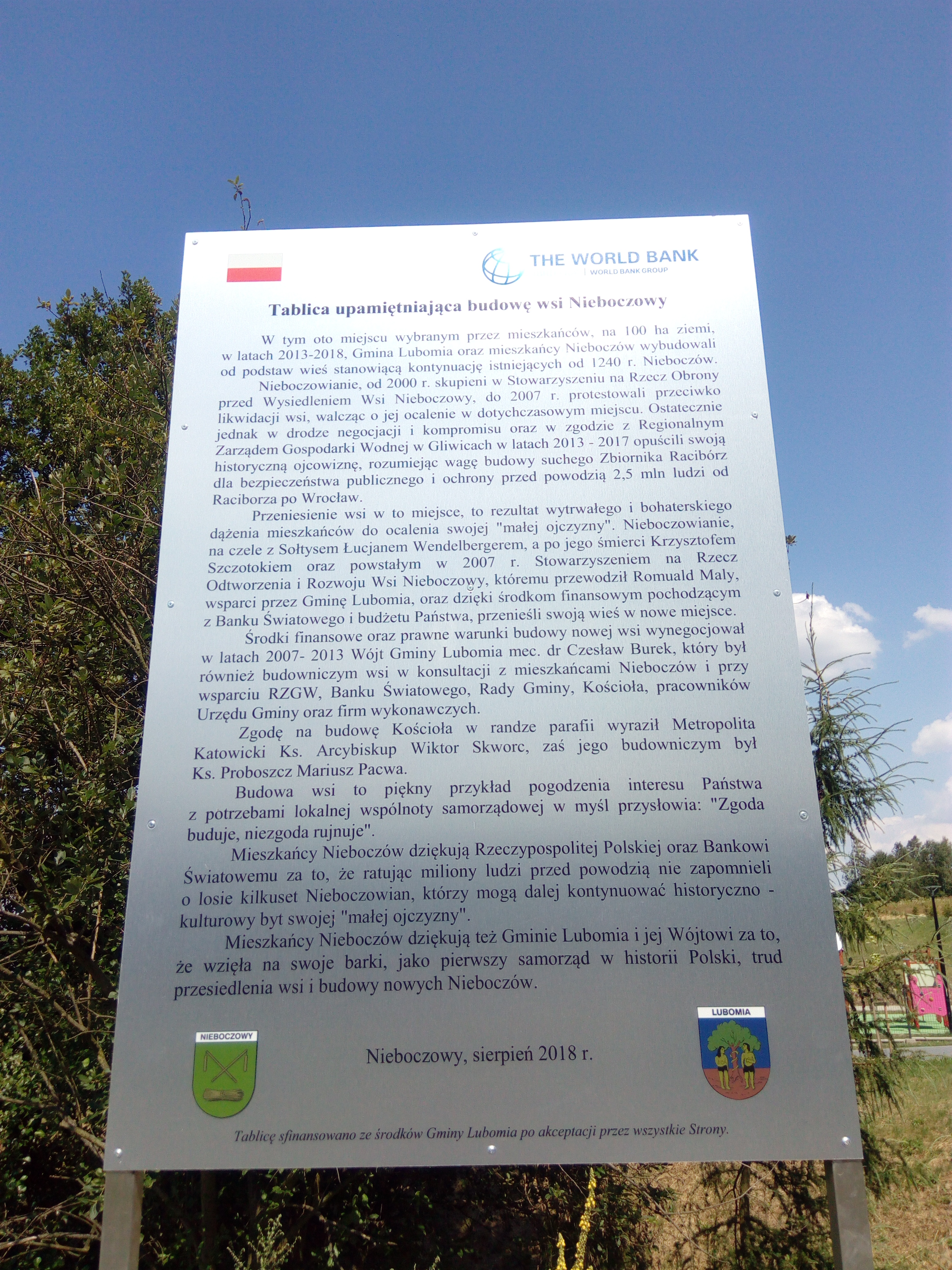
Tablica upamiętniająca przeniesienie wsi

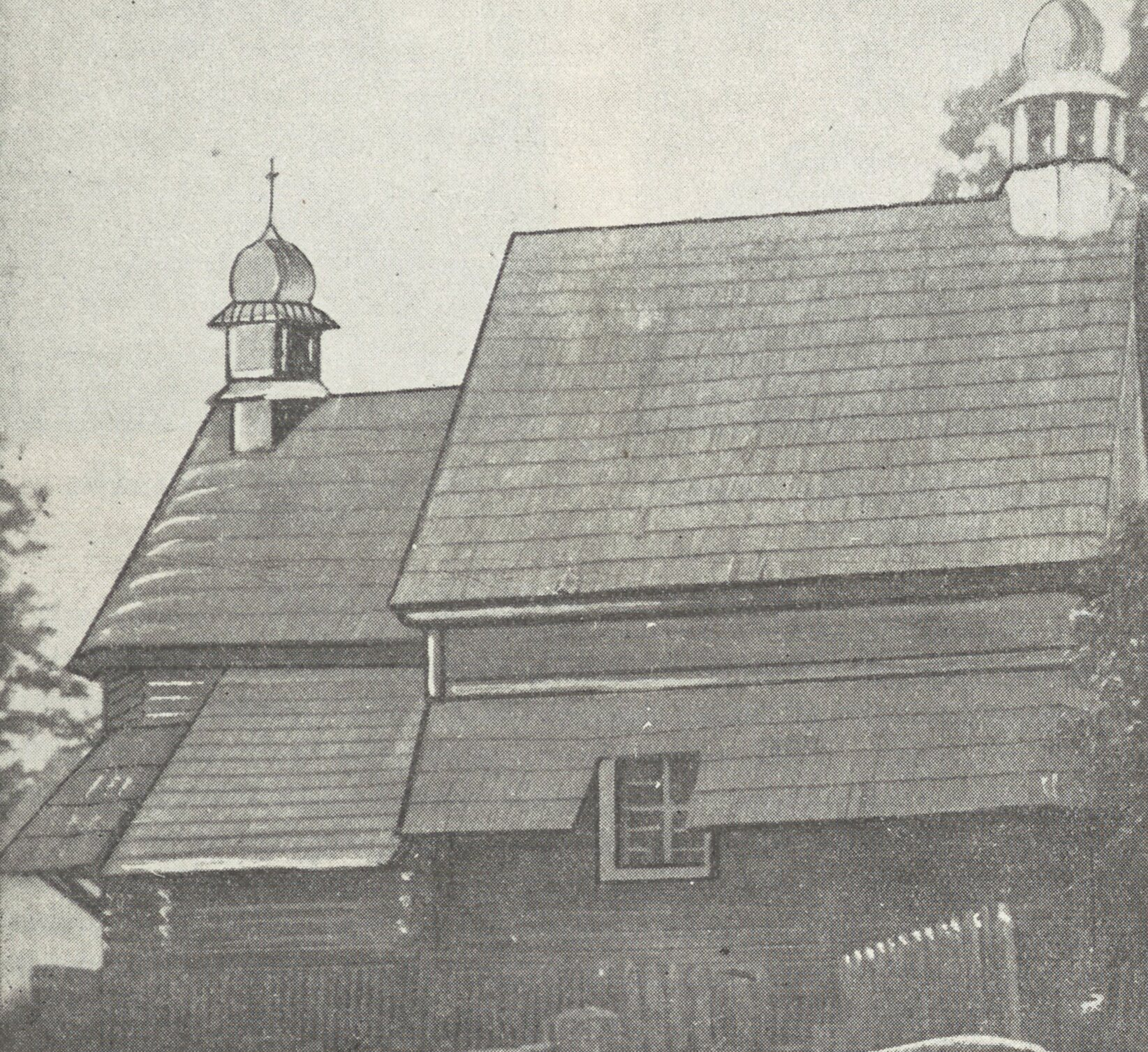
Stary kościół w Nieboczowach

Nieboczowy (pot. Nowe Nieboczowy) – wieś w Polsce położona w województwie śląskim, w powiecie wodzisławskim, w gminie Lubomia.

## Nazwa
W alfabetycznym spisie miejscowości na terenie Śląska wydanym w 1830 roku we Wrocławiu przez Johanna Knie wieś występuje pod polską nazwą Niebotszowe. Spis wymienia również folwark Paprotnik leżący w pobliżu wsi.

## Położenie
Wieś położona na Górnym Śląsku na prawym brzegu Odry, 8 km na zachód od Wodzisławia Śląskiego.  
Pierwotnie (do 31 grudnia 2016) miejscowość Nieboczowy istniała na miejscu Uroczyska Nieboczowy.

## Historia

### Stare Nieboczowy
Pierwsze wzmianki o Nieboczowach pochodzą z 1240 r. W XIII w. była to leśna osada drwali i flisaków. W 1290 r. książę Przemysław podarował mieszczanom raciborskim, za waleczność, dużą połać lasu w dolinie nadodrzańskiej. Nazwa Nieboczowy jest topograficzna, zawiera rdzeń: -bok; -bocz – osada na uboczu lub zboczu rzeki. W 1603 roku wieś została sprzedana Wacławowi Reiswicowi, następnie w 1730 Nieboczowy przeszły w posiadanie księcia Lichnowskiego.
W 1840 r. zbudowano pierwszą szkołę, w 1914 r. wybudowano remizę strażacką, w 1929 r. został założony nieistniejący już chór "Chopin", natomiast w 1987 roku powstał zespół folklorystyczny "Johanki". W 1849 roku urodził się tutaj Józef Wajda, polski duchowny rzymskokatolicki, działacz społeczny i narodowy na Górnym Śląsku, poseł do parlamentu Rzeszy oraz do pruskiego Landtagu.
W Nieboczowach znajdował się do 1971 roku drewniany kościół parafialny pod wezwaniem św. Józefa Robotnika, przeniesiony początkowo do Kłokocina, a w 1995 roku do skansenu w Chorzowie. 
Wieś znajdowała się w niecce planowanego zbiornika przeciwpowodziowego Racibórz Dolny, w związku z czym została przeznaczona do likwidacji. Kilka lat trwało systematyczne wykupywanie gospodarstw przez inwestora i wysiedlanie mieszkańców.

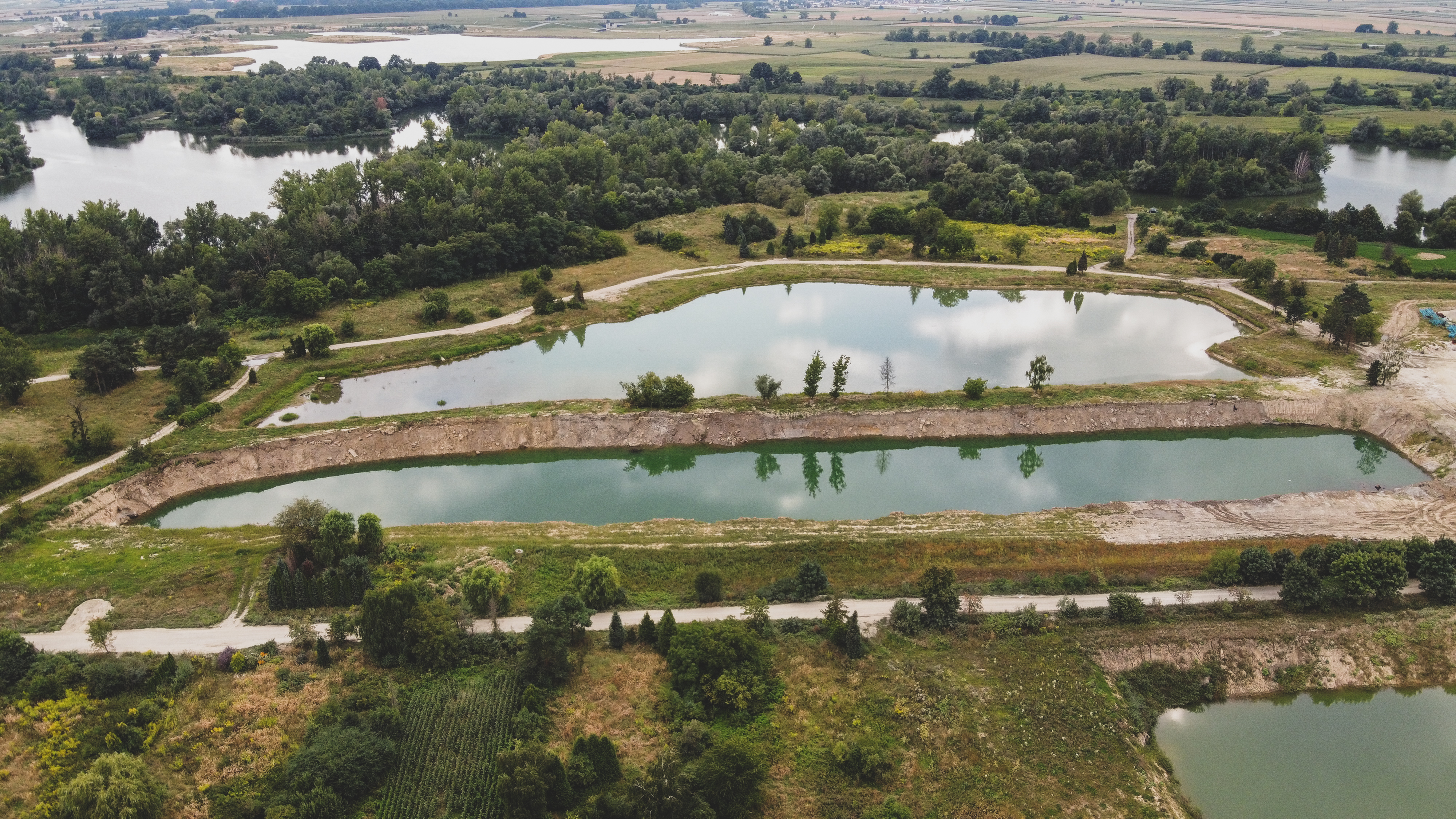
Nowy Dwór/Nieboczowy uroczysko
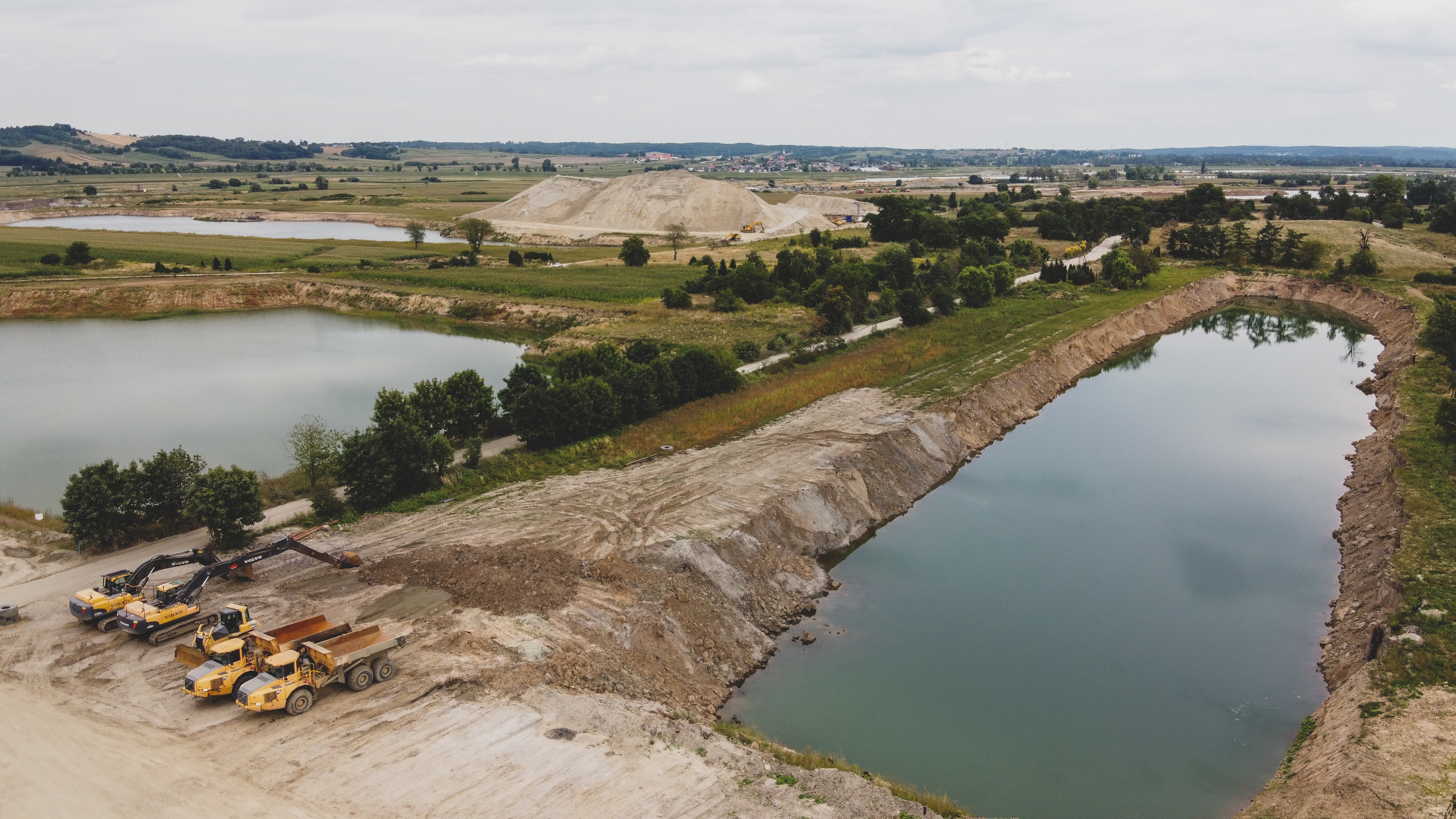
Nowy Dwór/Nieboczowy uroczysko
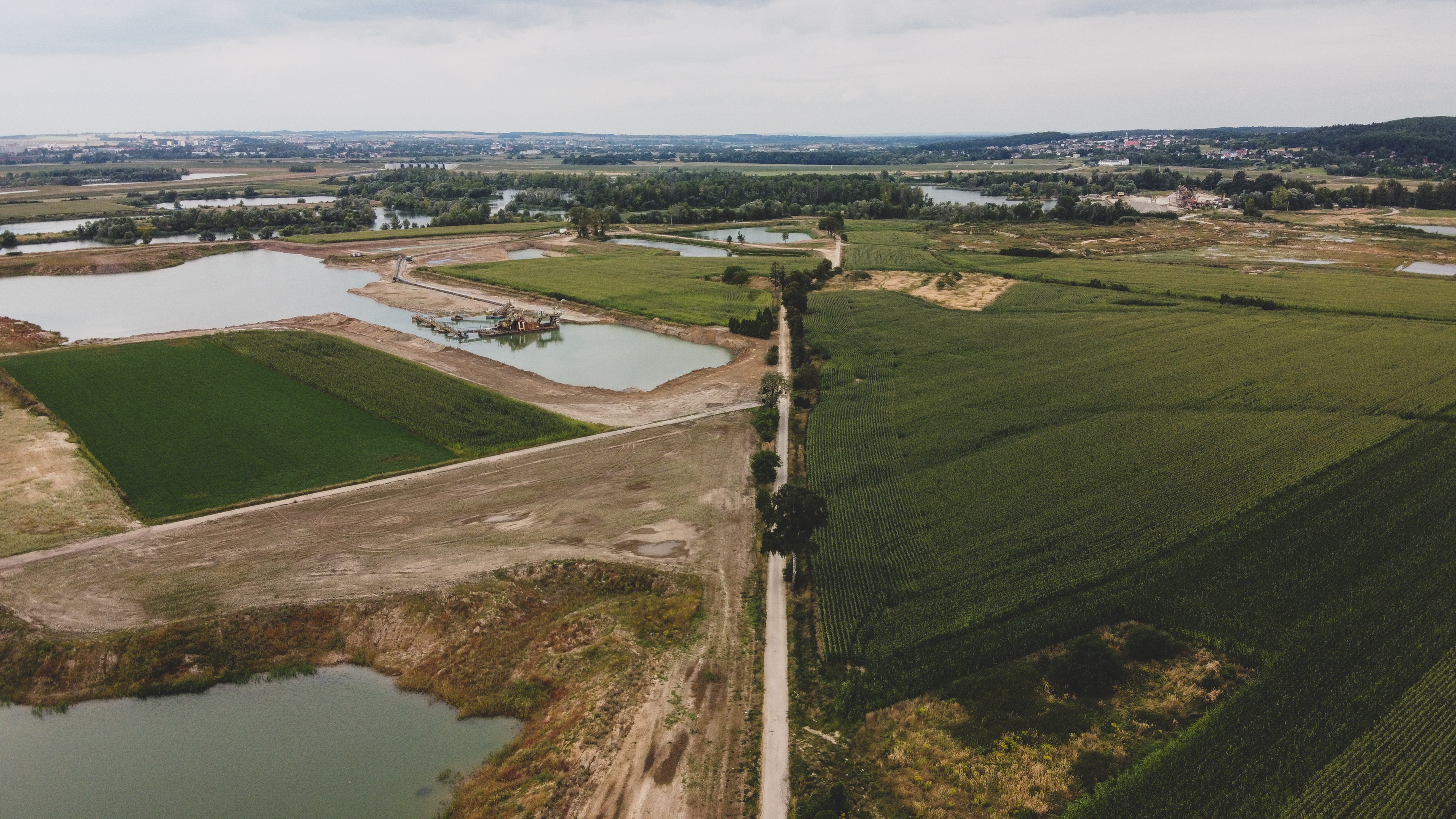
Nieboczowy uroczysko
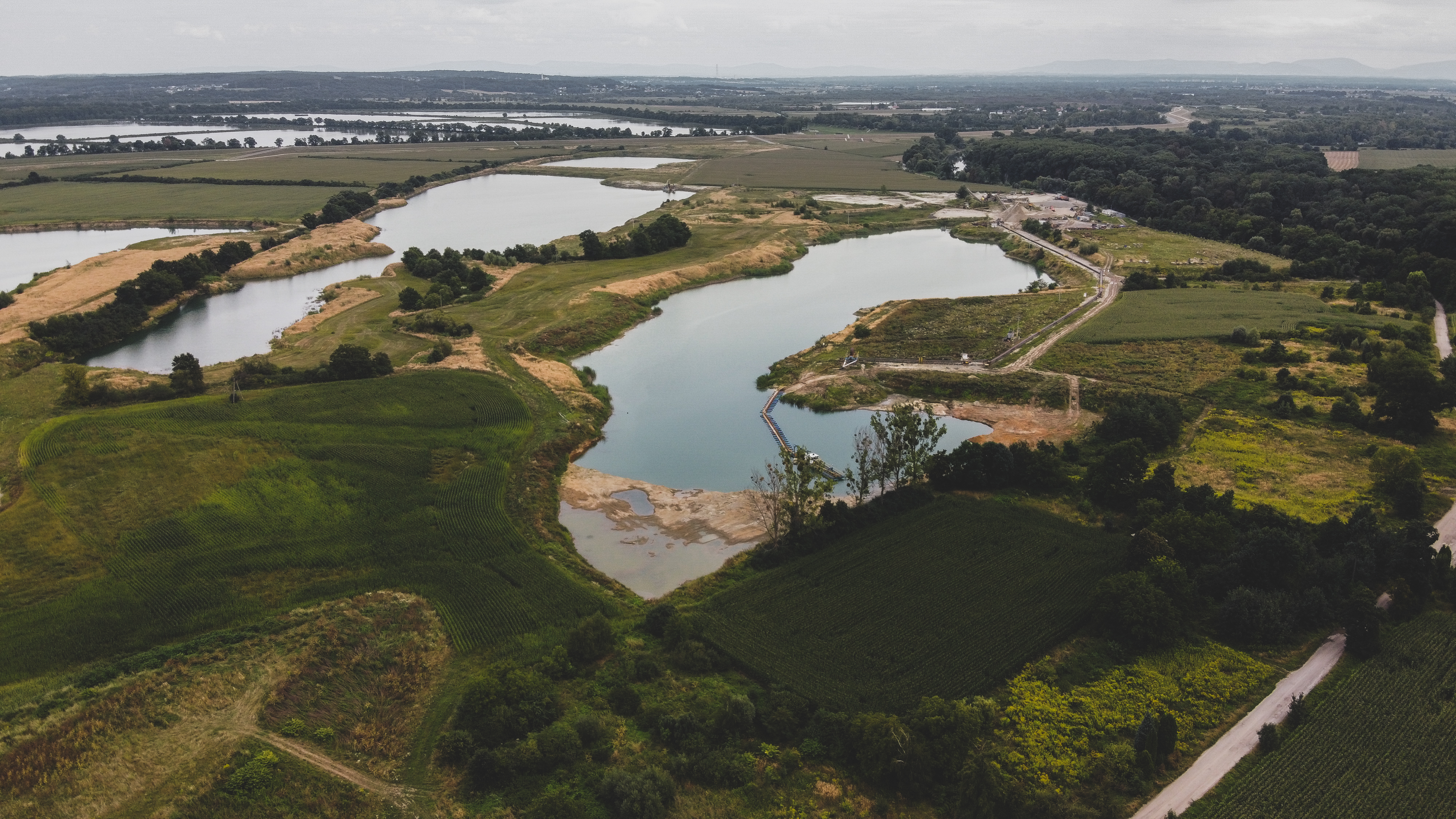
Nieboczowy uroczysko
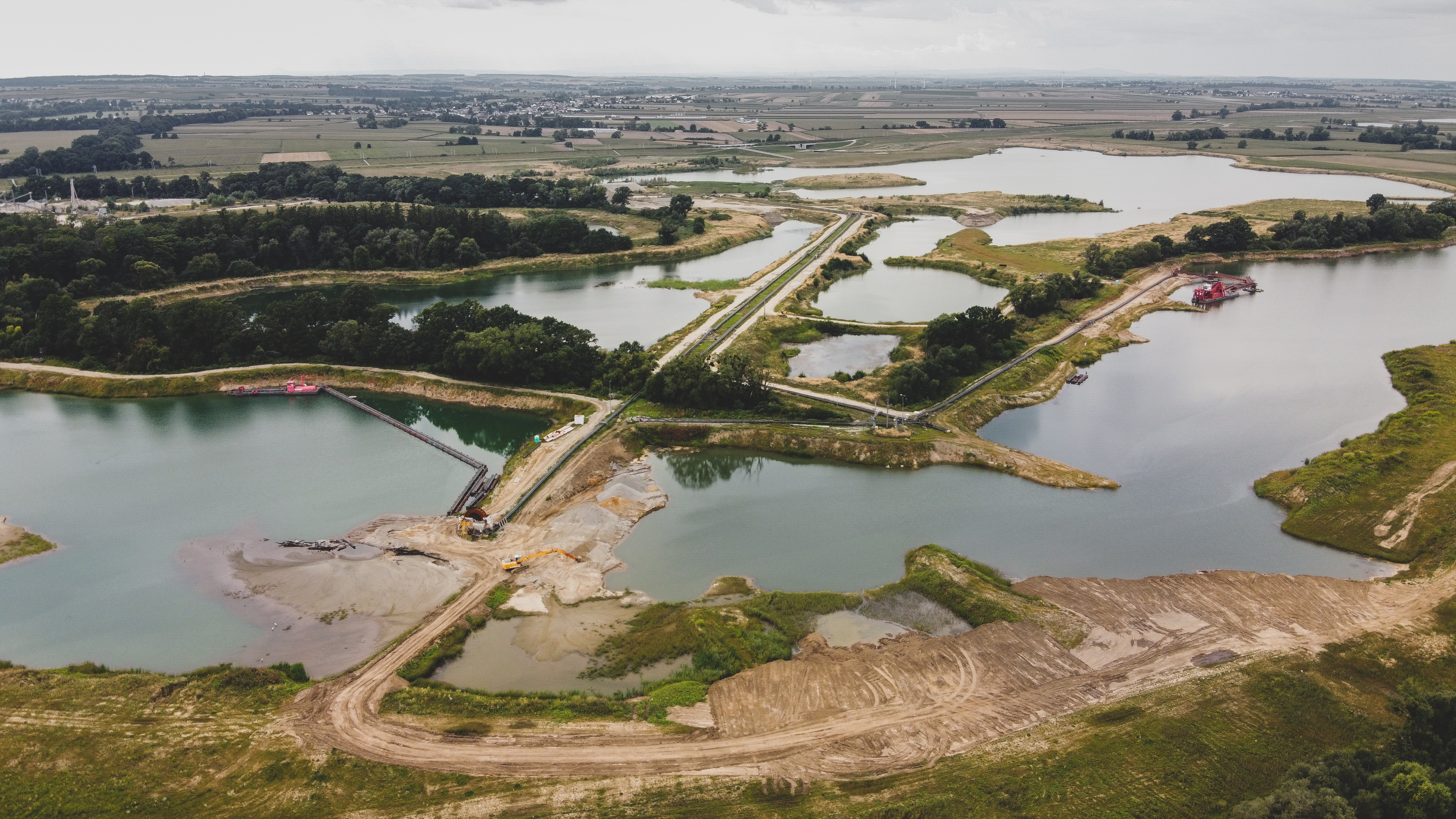
Nieboczowy uroczysko
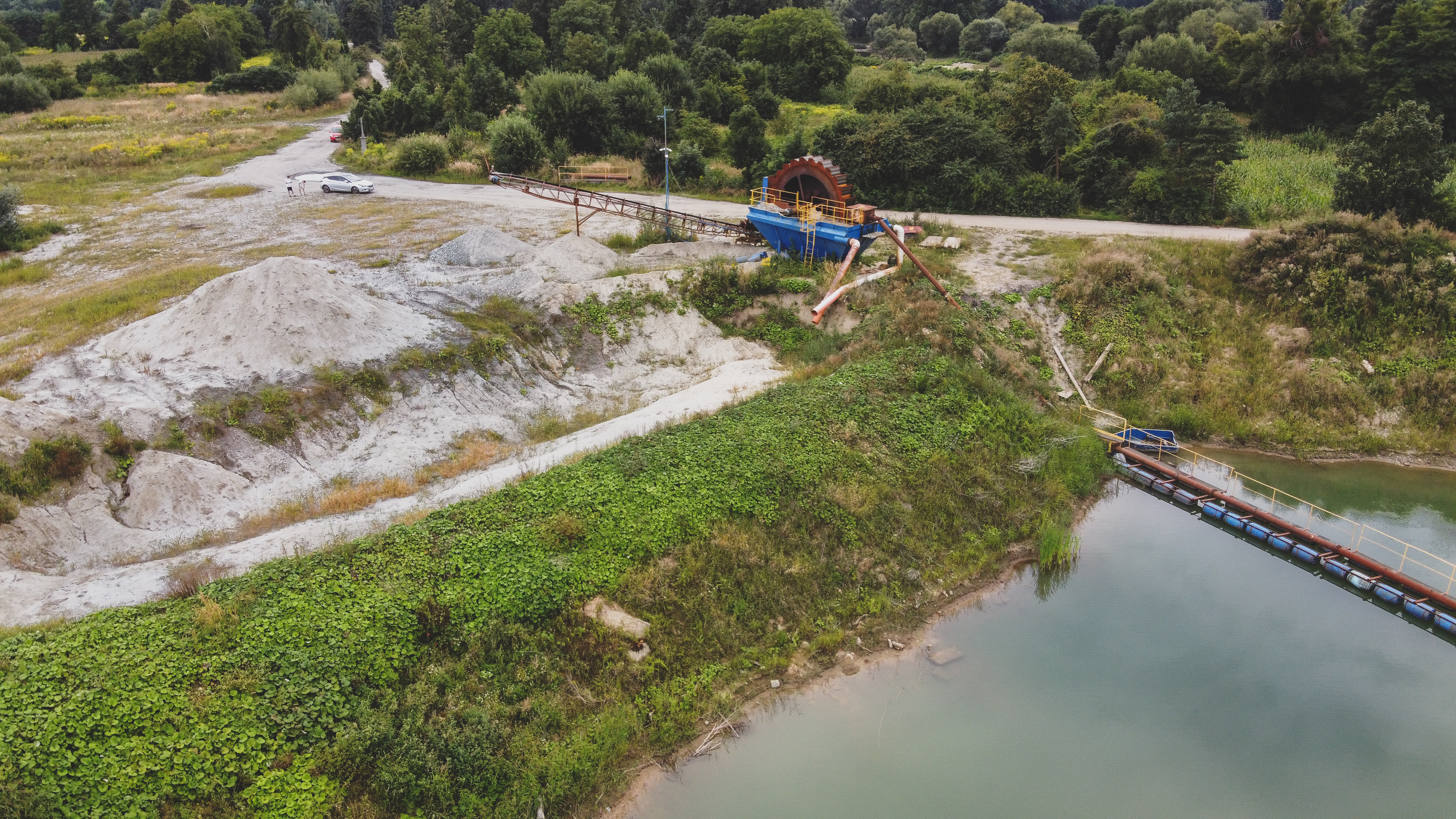
Pomiędzy dawną Ligotą Tworkowską a Nieboczowami
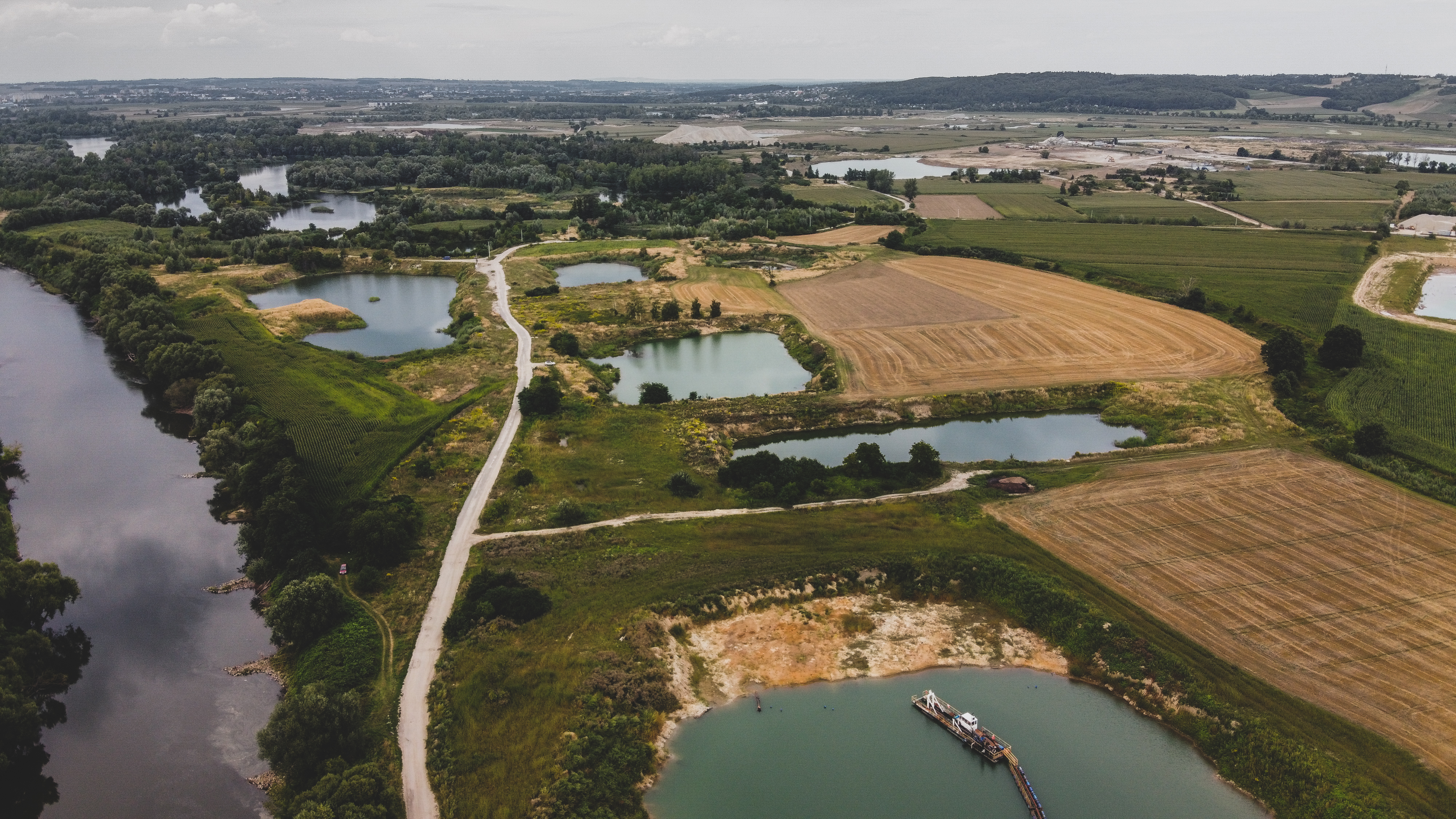
Pomiędzy dawną Ligotą Tworkowską a Nieboczowami

### Nowe Nieboczowy
Wieś od 2012 odtwarzana była na terenie miejscowości Syrynia – okolice kolonii Szpluchów i Dąbrowy (miejsce potocznie nazywane Czajką), oddalone o około 7 km na południowy wschód. Dla nowej osady planowano pierwotnie nazwę "Nowe Nieboczowy", która jednak nie będzie używana. Przeniesienie miejscowości, którego koszty szacowane były na około 50 mln zł, obejmuje budowę: dróg, rynku, sieci infrastruktury, placówek handlowych, boiska, parku ze stawem i wyspą, remizy strażackiej i kościoła. Przeniesione zostały również przydrożne kapliczki i krzyże, a także cały cmentarz. Nie przewidywano natomiast budowy placówek edukacyjnych.
Nieboczowy są czwartą wsią w Polsce przeniesioną w związku z budową zbiornika wodnego – wcześniej przeniesione zostały Maniowy nad Dunajcem, Mucharz nad Skawą i Zarzecze nad Wisłą (Zbiornik Goczałkowicki).
1 stycznia 2017 nowa wieś oficjalnie przejęła nazwę Nieboczowy. Dawna wieś Nieboczowy, leżąca ok. 7 km na północny zachód od obecnych Nieboczów, określana jest jako Nieboczowy (uroczysko).

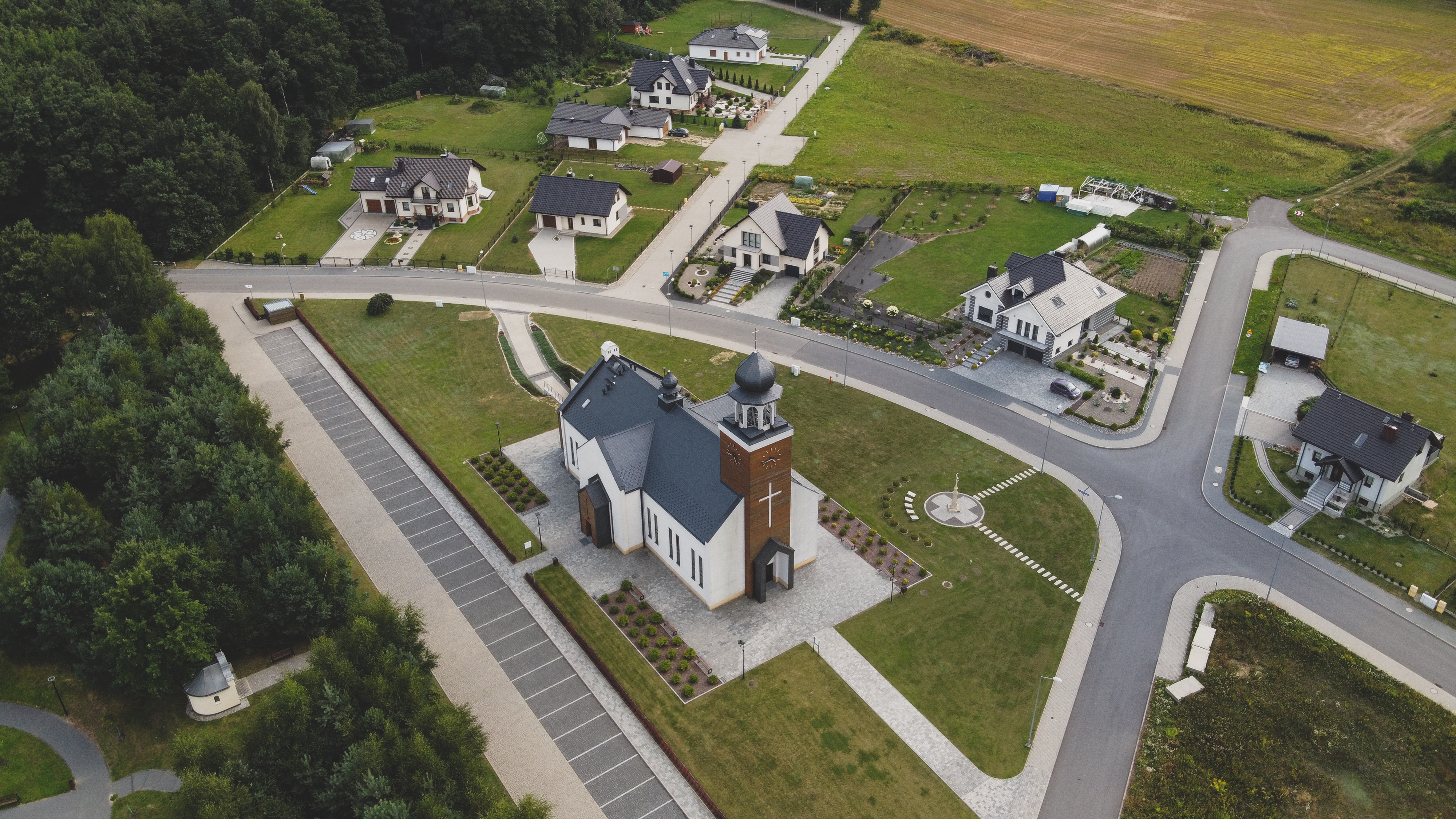
Nieboczowy, ul. Wiejska, Rzeczna, Juliusza Ligonia. Widok na Kościół Rzymskokatolicki pw. św. Józefa Robotnika
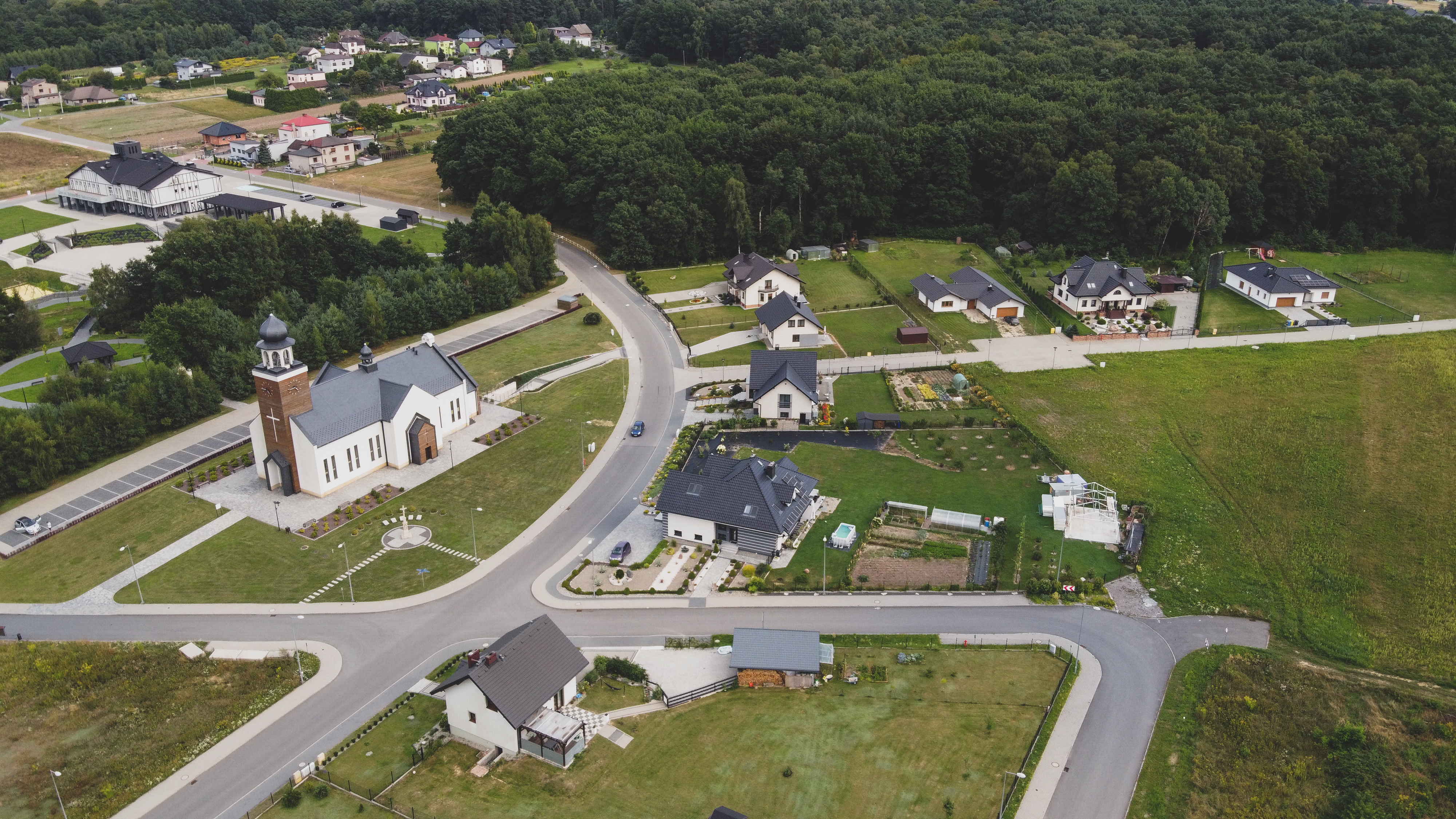
Nieboczowy, ul. Wiejska, Rzeczna, Juliusza Ligonia. Widok na Kościół Rzymskokatolicki pw. św. Józefa Robotnika
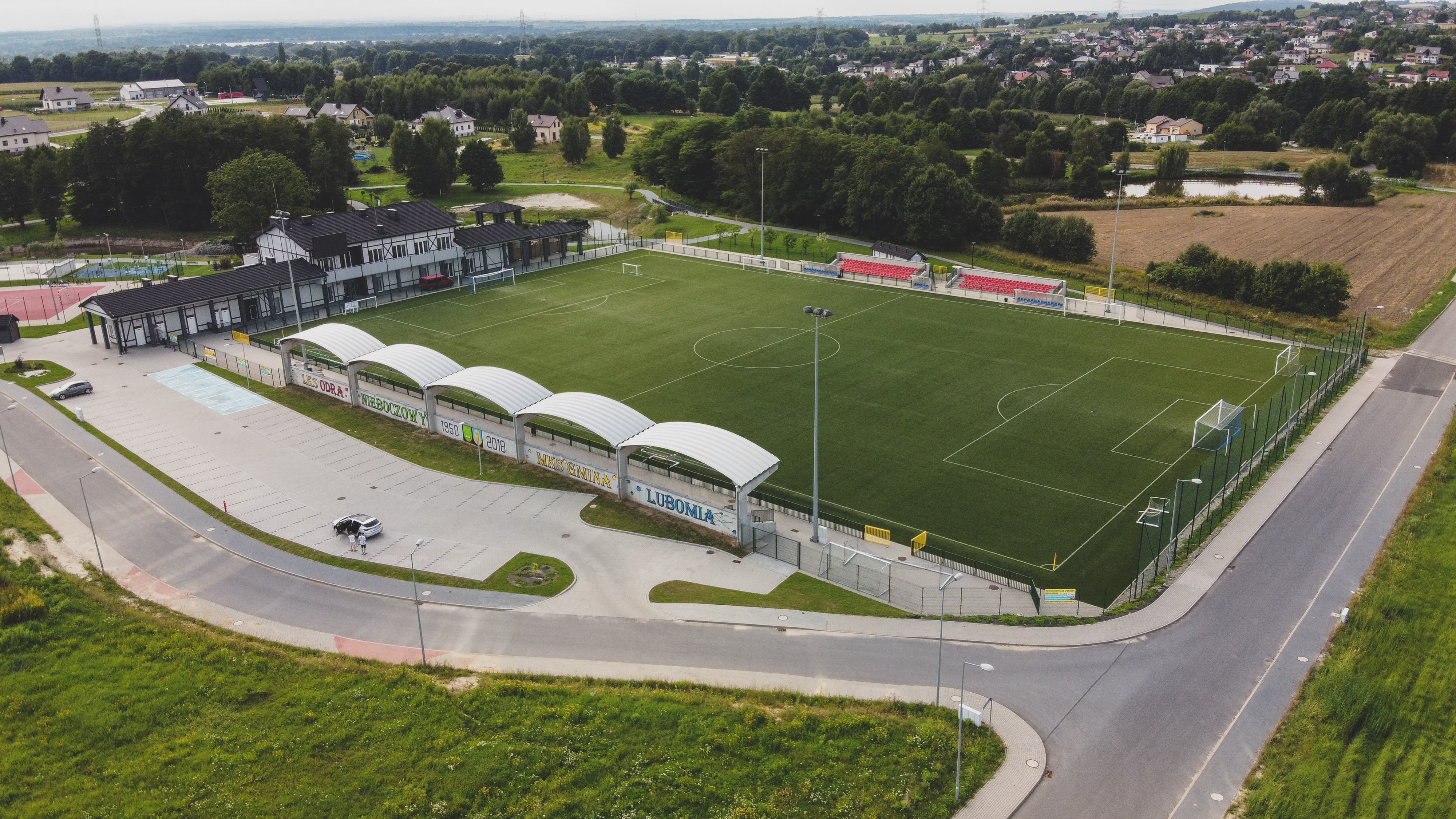
Nieboczowy, widok na obiekt sportowy LKS Odra Nieboczowy
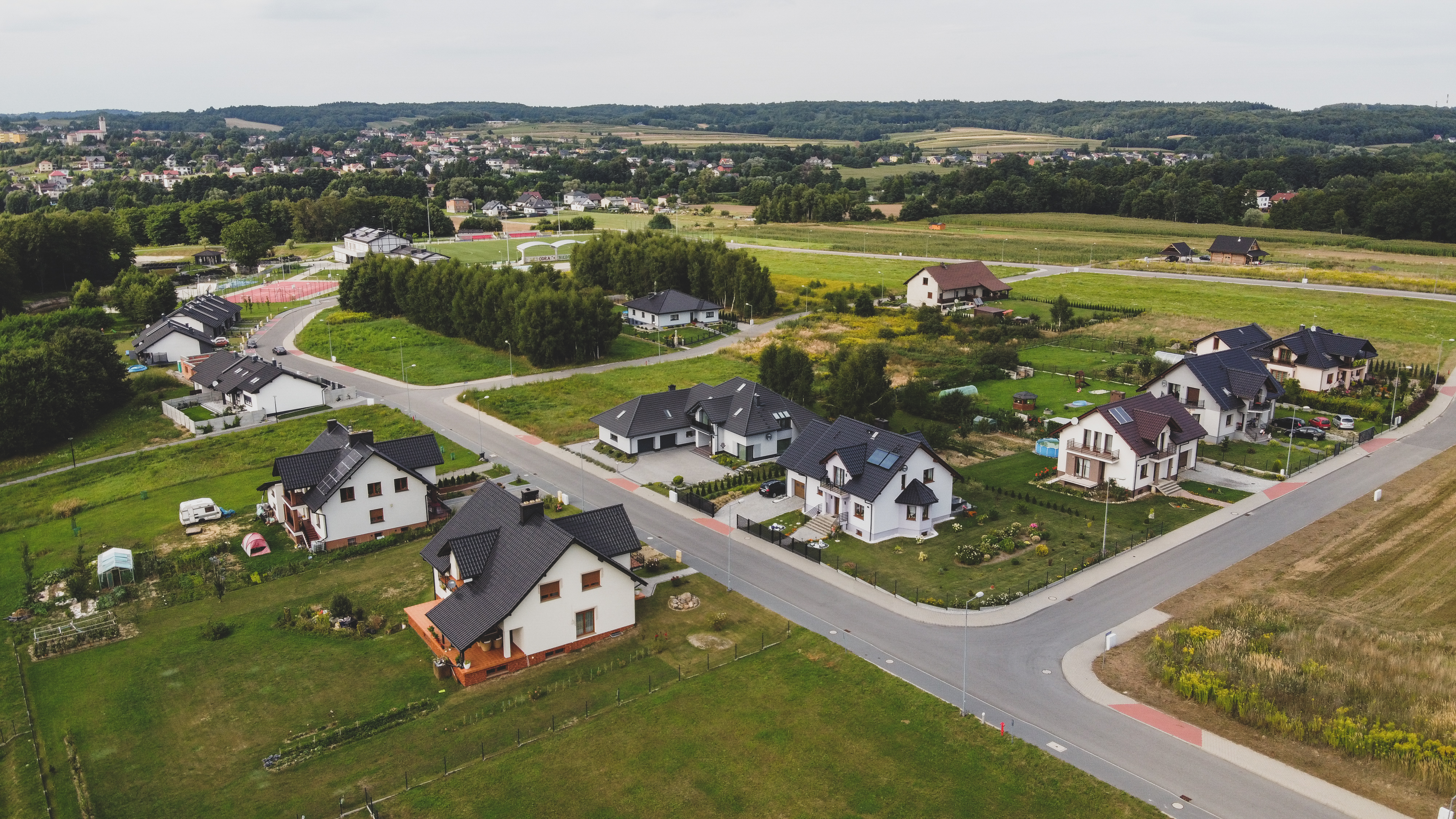
Nieboczowy, ul. Jana Kochanowskiego, Brzeska, Nowy Dwór
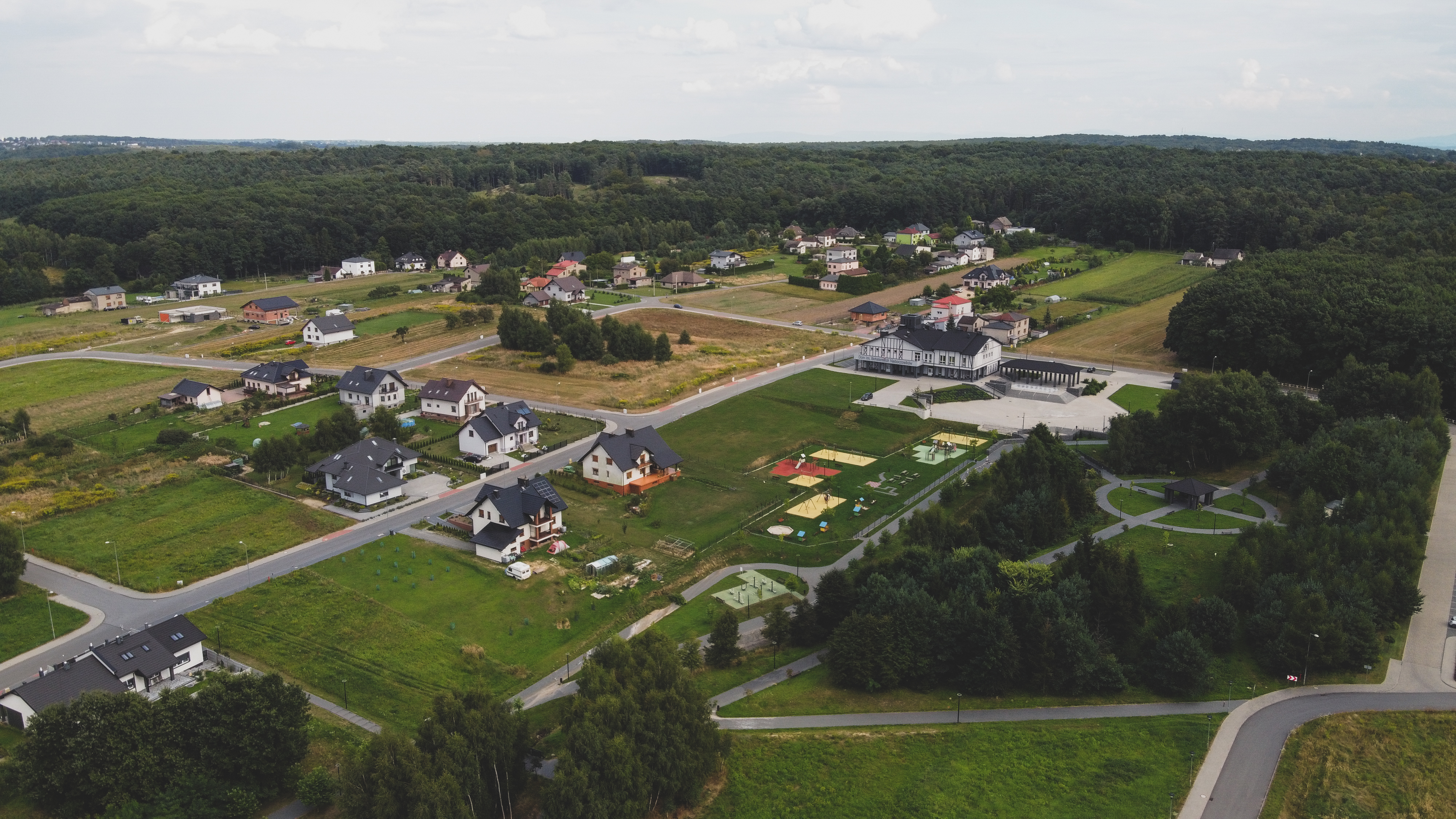
Nieboczowy, ul. Jana Kochanowskiego, Wiejska. Przedszkole, OSP oraz Dom Kultury Nieboczowików
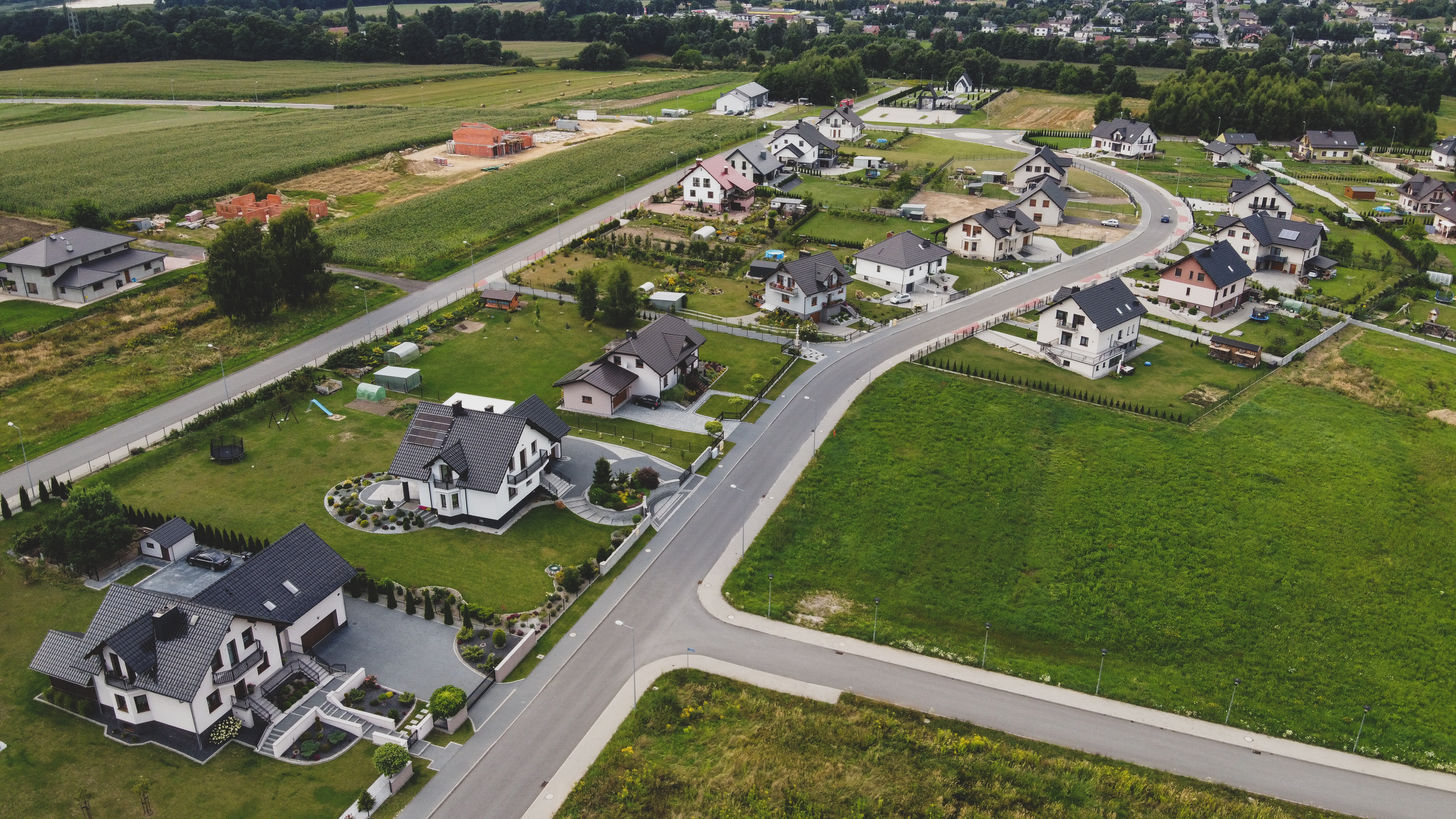
Nieboczowy, ul. Juliusza Ligonia, Wiejska, Rzeczna. Widok w stronę Syrynii
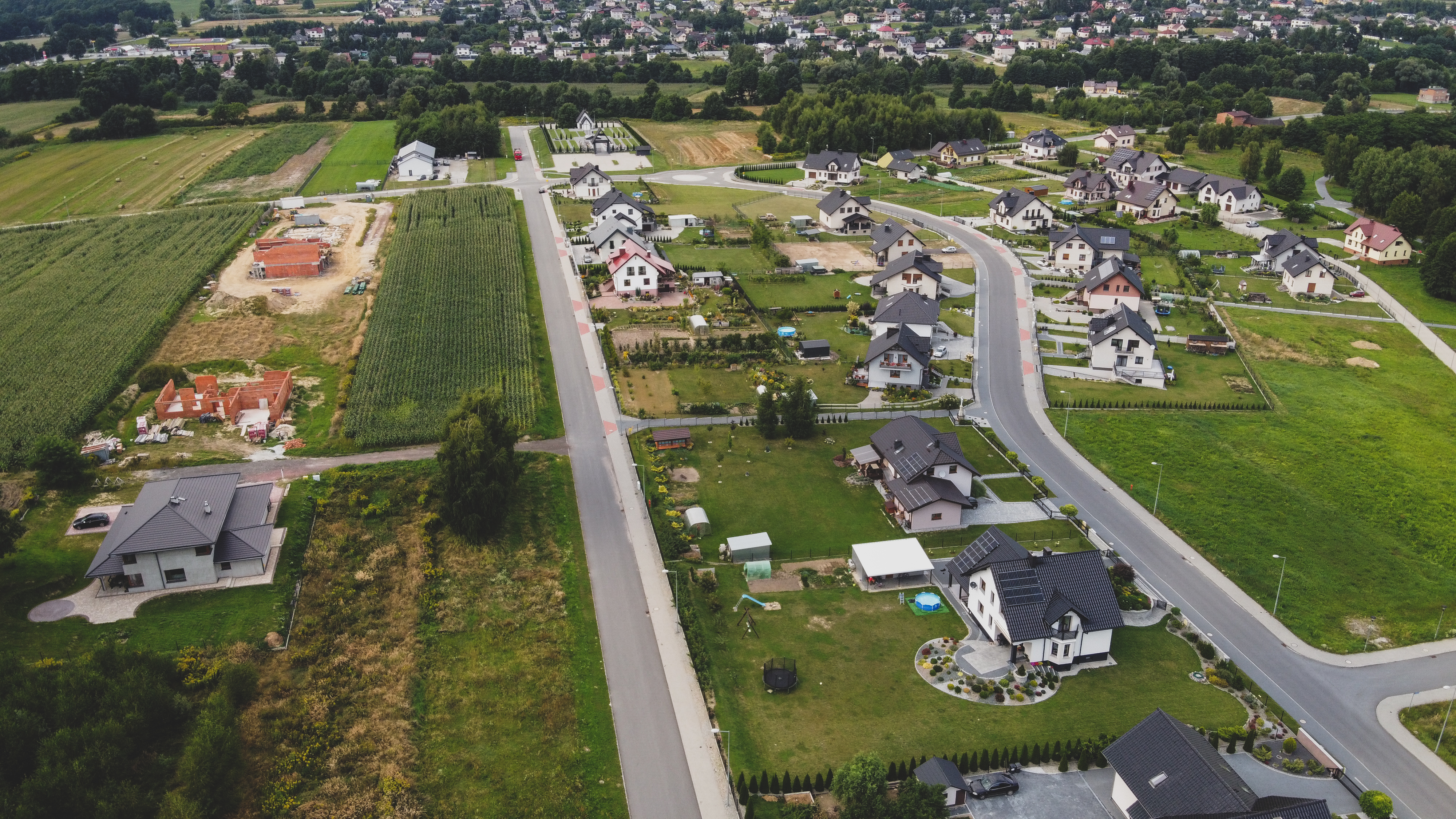
Nieboczowy, ul. Juliusza Ligonia, Wiejska, Rzeczna. Widok w stronę Syrynii